# Мајас (Белуно)
Мајас (итал. Maias) је насеље у Италији у округу Белуно, региону Венето.
Према процени из 2011. у насељу је живело 11 становника. Насеље се налази на надморској висини од 818 м.